# Lyptus

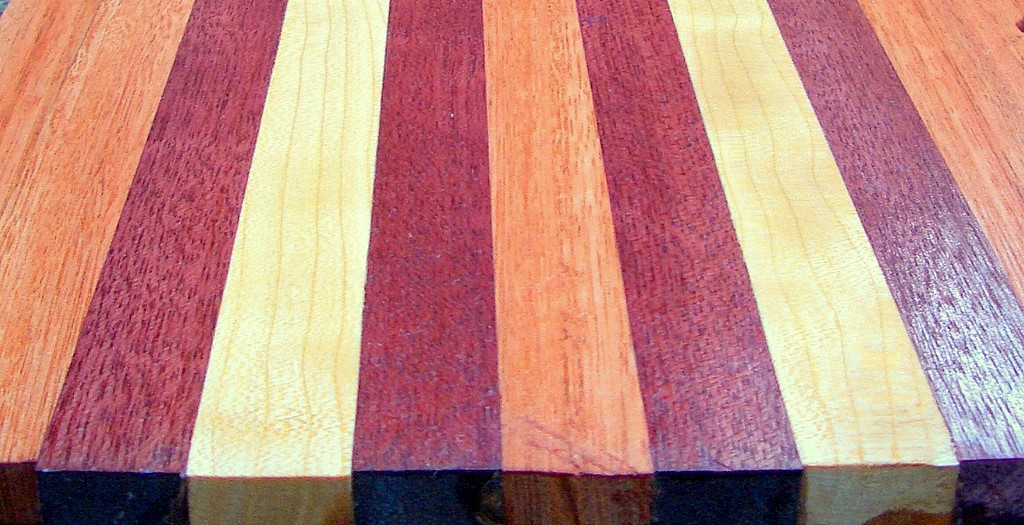
Uma tábua laminada com coração roxo (a madeira mais escura), cereja (a madeira mais clara) e Lyptus, a madeira da cor salmão.

Lyptus é o nome comercial de uma madeira feita a partir do cruzamento de duas espécies de árvores do gênero dos eucalipto, Eucalyptus grandis e Eucalyptus urophylla. Desenvolvido para colheita rápida e cultivado em plantações no Brasil, o Lyptus é comercializado como uma alternativa ecologicamente correta ao carvalho, cereja, mogno e outros árvores que podem ser encontradas em florestas nativas. As árvores Lyptus podem ser colhidas para o uso em aproximadamente 15 anos, muito mais rápido do que árvores de climas mais frios.
O Lyptus é cultivado em plantações operadas pela Fibria, uma empresa resultante da fusão da Aracruz Celulose S.A. com a Votorantim Celulose e Papel . O Lyptus é distribuído na América do Norte pela Weyerhaeuser . As florestas da Fibria somam mais de 1,3 milhão de hectares, dos quais 461 mil hectares são reservas nativas dedicadas à proteção ambiental, em seis estados brasileiros: Espírito Santo, Bahia, Minas Gerais, Rio Grande do Sul, São Paulo e Mato Grosso do Sul.

## Propriedades
O lyptus tem propriedades mecânicas semelhantes às de muitas árvores nobres e é mais frequentemente comparado ao bordo . É uma madeira de grão fechado mais dura que o carvalho. A alta dureza e a estrutura de grãos fechada o tornam popular para armários, uso na marcenaria e pisos. A coloração varia de um salmão claro a um vermelho mais profundo. Com a exposição à luz ultravioleta, os pigmentos escurecem ligeiramente.

## Trabalhabilidade
O Lyptus é amplamente comercializado como uma alternativa viável ao mogno . A densidade e a estrutura de grãos uniforme e fechada do Lyptus se adaptam bem tanto à fresagem quanto à usinagem. Ele não produz o grão elevado "difuso" quando serrado que o mogno frequentemente produz e, ao contrário do bordo, não tem manchas de grão serrilhado que o tornariam sujeito a rachar.

## Benefícios
Como uma plantação de madeira cultivada, o uso de Lyptus não esgota as florestas primarias,[carece de fontes?] que são consideradas paraísos valiosos para a biodiversidade. A rápida taxa de crescimento da Lyptus garante o fornecimento constante e mantém os custos baixos. O ambiente de plantação também permite o controle preciso da química do solo, espaçamento entre as árvores e outros fatores que afetam o crescimento, resultando na maior produtividade e qualidade por área cultivada.

## Críticas
A Aracruz Celulose foi criticada no passado por suas más relações com os povos indígenas, por apoiar fortemente medidas legais que dariam à Aracruz terras anteriormente destinadas a tribos indígenas.  A Aracruz se recusou a certificar seu processo junto ao Forest Stewardship Council e programas de certificação florestal relacionados. A Aracruz afirma que eles não certificam com os programas atuais porque são muito restritivos e não representam práticas realistas. No entanto, outros acham que a falta de certificação é um sinal de que estão envolvidos em processos que podem não ser ecologicamente corretos. A Fibria fechou a serraria Lyptus em outubro de 2017.[carece de fontes?]

## Ligações externos
- Página inicial da Aracruz Lyptus
- Weyerhaeuser Lyptus Homepage